# Alysha Clark
Alysha Angelica Clark (ur. 7 lipca 1987 w Denver) – amerykańska koszykarka występująca na pozycji niskiej skrzydłowej, posiadająca także izraelskie obywatelstwo, obecnie zawodniczka Lyon BF, a w okresie letnim Las Vegas Aces w WNBA.
29 maja 2017 została zawodniczką zespołu CCC Polkowice.
1 lutego 2021 została zawodniczką Washington Mystics. 1 lutego 2023 zawarła umowę z Las Vegas Aces.

## Osiągnięcia

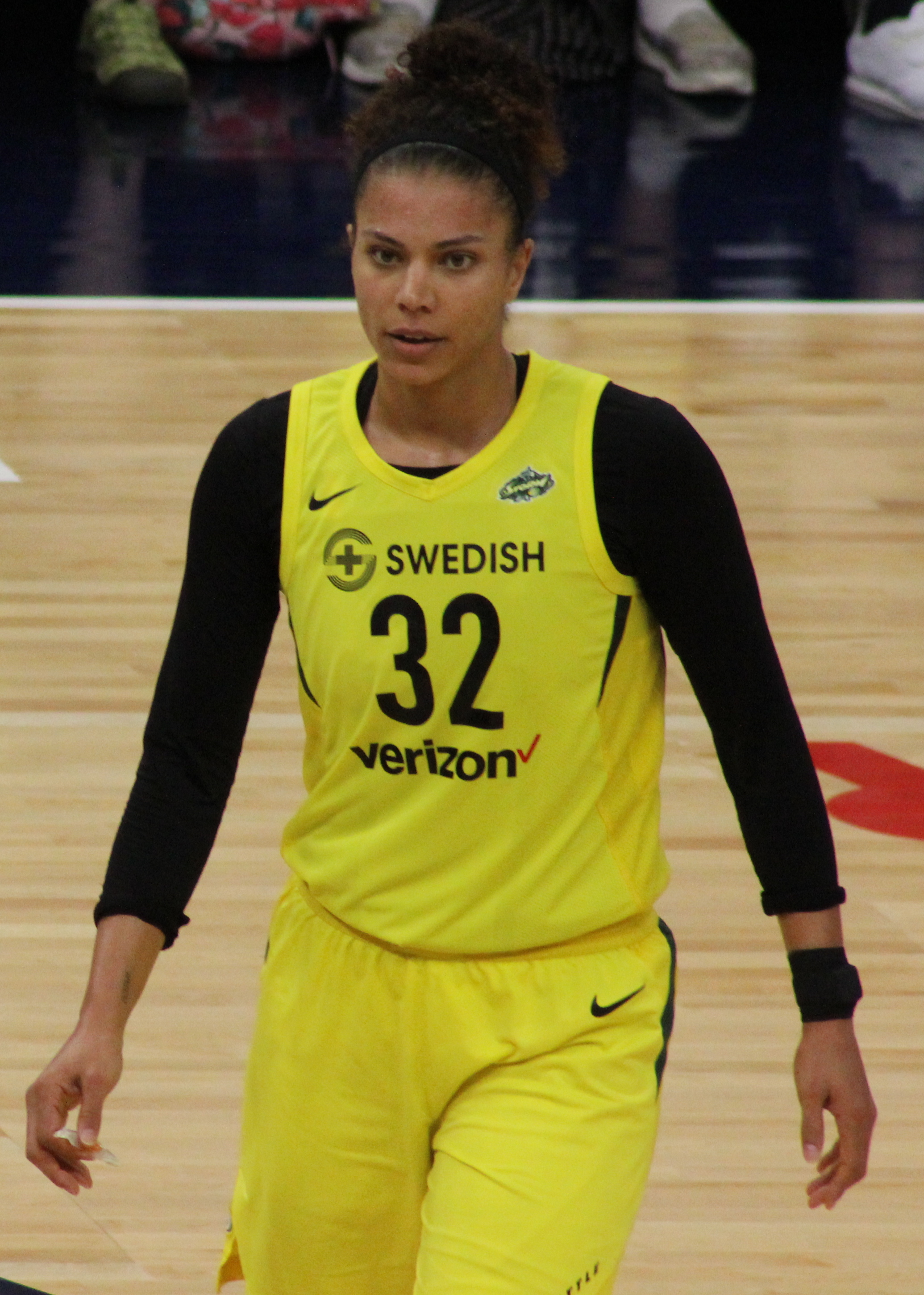
Clark w 2018.

Stan na 6 czerwca 2023, na podstawie, o ile nie zaznaczono inaczej.

### NCAA
- Uczestniczka turnieju NCAA (2007, 2009, 2010)
- Mistrzyni:
  - turnieju konferencji:
    - Atlantic Sun (2007)
    - USA (2009, 2010)

  - sezonu regularnego:
    - A-Sun (2006, 2007)
    - USA (2009, 2010)
- 2-krotna zawodniczka roku konferencji Sun Belt (2009, 2010)

### WNBA
- Mistrzyni WNBA (2018, 2020[6])
- Zaliczona do:
  - I składu defensywnego WNBA (2020)[7]
  - II składu defensywnego WNBA (2019)[8]
- Liderka WNBA w skuteczności rzutów za 3 punkty (2019)[9]
- Rekordzistka WNBA w skuteczności rzutów za 2 punkty (68,89% – 2015)[10]

### Drużynowe
- Mistrzyni:
  - Francji (2019)[11]
  - Polski (2018)[12]
  - Izraela (2015, 2016, 2023)[13][14][15]
- Wicemistrzyni Francji (2022)[16]
- Zdobywczyni:
  - Pucharu Izraela (2016)[14]
  - Superpucharu Francji (2019)[17]
- Finalistka:
  - Pucharu Izraela (2012, 2013)[18]
  - Superpucharu Izraela (2013)[19]
- Uczestniczka rozgrywek Eurocup (2014/2015)

### Indywidualne
(* – nagrody i wyróżnienia przyznane przez eurobasket.com)
- MVP sezonu:
  - Energa Basket Ligi Kobiet (2018)[20]
  - ligi izraelskiej (2015, 2016)*[13][14]
- Najlepsza zawodniczka*:
  - zagraniczna ligi francuskiej (2019)[11]
  - krajowa ligi izraelskiej (2012, 2013, 2015, 2016)[13][14][18][19]
- Skrzydłowa roku ligi*:
  - izraelskiej (2015, 2016)[13][14]
  - francuskiej (2019)[11]
- Zaliczona do*:
  - I składu:
    - EBLK (2018)[21]
    - ligi:
      - izraelskiej (2012, 2015, 2016, 2023)[13][14][18][15]
      - francuskiej (2019)[11]

    - zawodniczek:
      - krajowych ligi izraelskiej (2012, 2013, 2015, 2016)[13][14][18][19]
      - zagranicznych ligi francuskiej (2019)[11]

  - II składu ligi izraelskiej (2013)[19]
  - składu honorable mention ligi izraelskiej (2011)[22]

### Reprezentacja
- Uczestniczka kwalifikacji do Eurobasketu (2017, 2019)